# South Milwaukee
South Milwaukee – miasto w Stanach Zjednoczonych, w stanie Wisconsin, w hrabstwie Milwaukee.